# 陳馮富珍
陳馮富珍，OBE，JP，FRCP，FFPHM（英語：Margaret Chan Fung Fu-chun，1947年8月21日—），籍貫廣東順德勒流，中华人民共和国（香港）及加拿大雙重國籍。前世界衛生組織總幹事、前香港特別行政區政府衛生署署長，第十三届、第十四屆全國政協常委、清華大學萬科公共衛生與健康學院首任院長。

## 經歷

### 早年
陳馮富珍籍貫廣東順德勒流，1961年畢業於港九潮州公學（小學部），1966年畢業於何東女子職業學校（今何東中學）（1961年入學），曾入讀羅富國教育學院（已整併為香港教育學院，今香港教育大學）的家政学課程，在伊利沙伯中學擔任家政教師一年後，於1970年到加拿大的西安大略大學報讀大學學位課程。她於1973年取得西安大略大學的文學士學位，其後與丈夫在西安大略大學報讀醫科，並於1977年取得相當於醫學學士學位。

### 香港政府
1978年12月，陳馮富珍加入香港政府任職醫生。1985年获得新加坡国立大学公共卫生学理学硕士。於1989年11月擔任衛生署助理署長。1991年在哈佛商学院完成Program for Management Development (PMD 61) 。於1992年4月晉升為衛生署副署長，於1994年6月晉升為香港歷史上首任女性衛生署署長，直至2003年8月，她在香港政府服務長達25年。1997年获得英國倫敦皇家內科醫學院公共卫生学院士。

### 世界衛生組織
陳馮富珍於2003年獲得時任世界衛生組織總幹事李鍾郁提拔，辭去衛生署署長和醫療輔助隊總監，在瑞士日內瓦擔任世界衛生組織助理總幹事。

#### 2006年總幹事選舉
由於原總幹事李鍾郁突然去世，於2006年11月6日－9日舉行總幹事補選，是次補選有來自世界各地合共11人競逐這個職位。
按照世衛組織總幹事選舉日程的安排，5名候選人將分別進行一小時面試，其中30分鐘用於候選人陳述對世衛組織未來重點工作的看法，分析一旦就任將面臨的問題並就如何解決這些問題提出具體建議，還有30分鐘由候選人回答執委們的提問。然後由34名成員國代表再次進行投票。若有候選人得票過半，即屬勝出；若無人得票過半，則淘汰得票最低者，然後再進行投票，直至有人得到過半選票。在當地時間8日選出新任總幹事人選後，交由9日舉行的世衛大會特別會議通過。
2006年11月7日，世衛執行委員會，凌晨在瑞士日內瓦總部經過初步投票，確定了5名新一屆總幹事候選人。
2006年7月25日，中華人民共和國政府宣佈推薦陳馮富珍角逐世界衛生組織總幹事一職，以接替於同年5月在任內期間逝世的韓國籍總幹事李鍾郁。總幹事競選於同年11月6日至9日舉行。11月6日，世界衛生組織執事委員會選出最後5名總幹事候選人，陳馮富珍獲得最高票數（24票），其餘候選人為墨西哥的弗倫克和日本的尾身茂等。11月8日，世界衛生組織宣佈代表中國參選的陳馮富珍被推舉為總幹事，於11月9日獲得世界衛生大會通過，成為該組織成立58年來首位擔任該職的香港人，陳馮富珍在當選時身處加拿大與家人團聚。其任期由2007年1月4日起至2012年6月30日，任期為5年半，比較歷任總幹事多半年任期，年薪217,945美元。香港學者沈旭暉在《Pacific Affairs》分析，中國提名陳馮富珍參選世界衛生組織總幹事，是中國通過借用香港身份服務中國外交的做法，也構成了香港人正規參與國際的先例。
| 候選人            | 職業                         | 推薦國家       | 獲得票數 |
| ----------------- | ---------------------------- | -------------- | -------- |
| 陳馮富珍          | 世衛助理總幹事（傳染病事務） | 中华人民共和国 | 32票     |
| 尾身茂            | 世衛西太平洋地區主任         | 日本           | 31票     |
| 胡裏奧·弗倫克     | 墨西哥衛生部長               | 墨西哥         | 30票     |
| 埃萊娜·薩爾加多   | 西班牙衛生大臣               | 西班牙         | 28票     |
| 卡齊姆·巴哈巴哈尼 |                              | 科威特         | 28票     |

#### 世界衛生組織總幹事

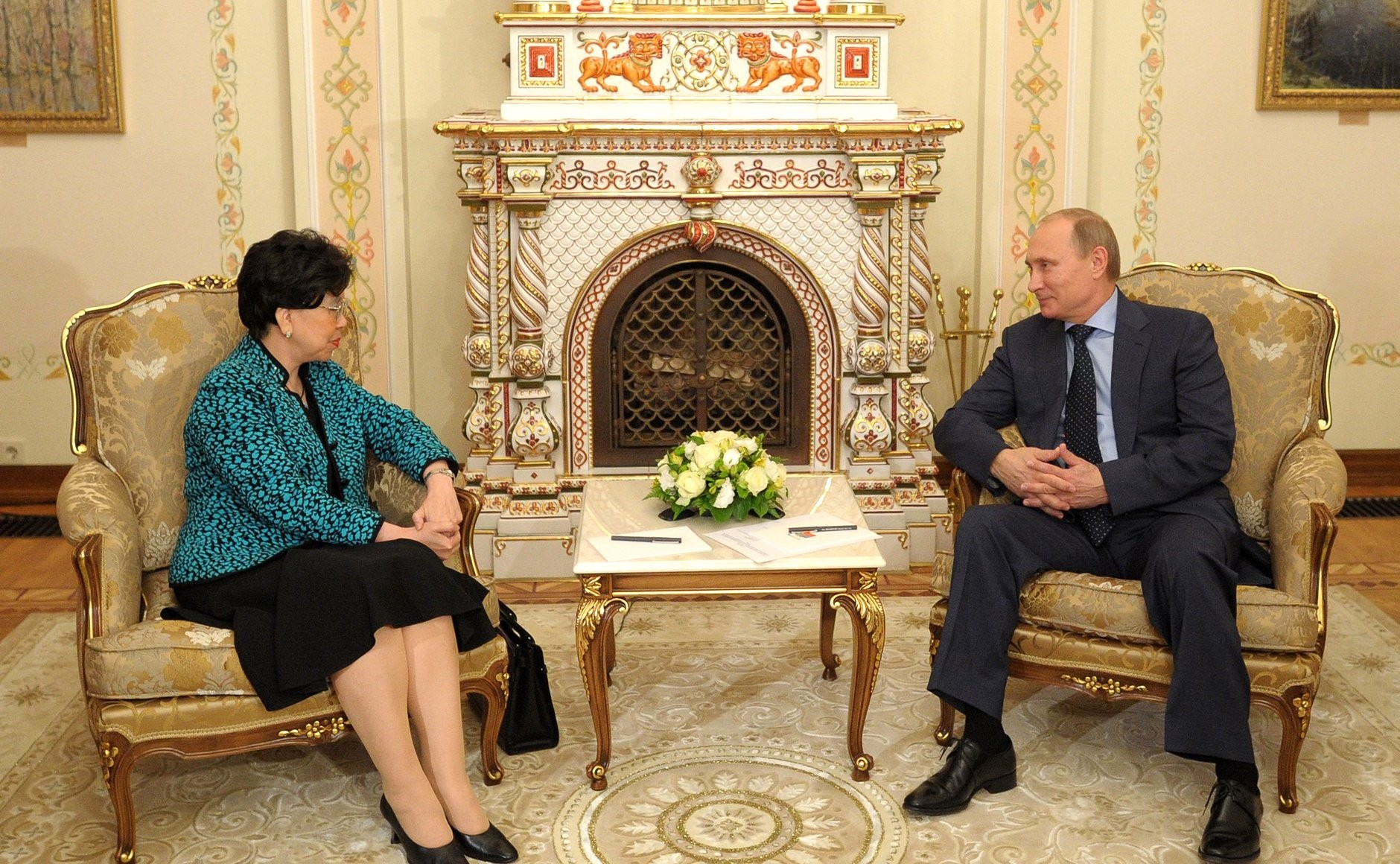
2014年，陳馮富珍與俄羅斯總統弗拉基米爾·普京會面

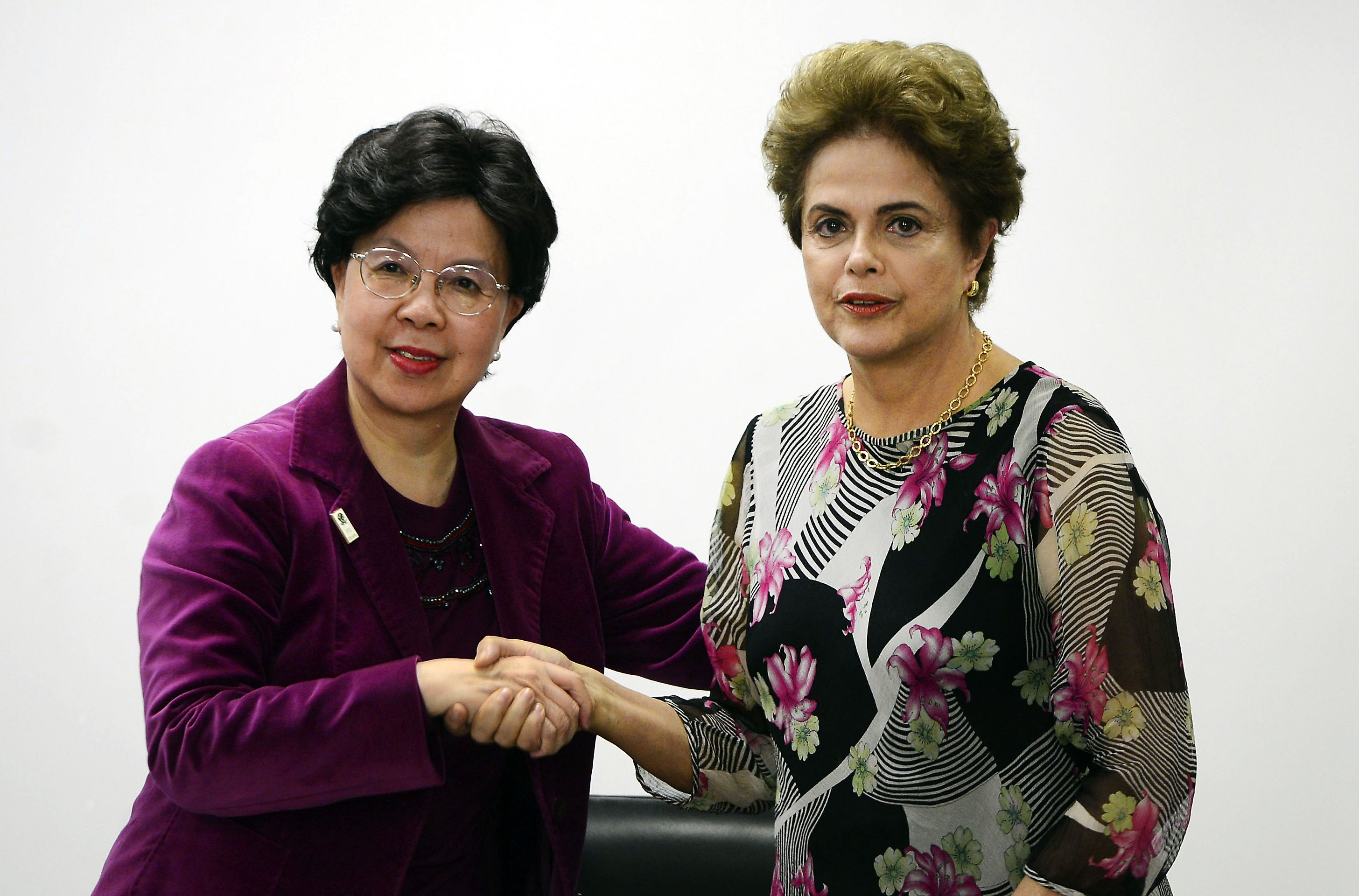
2016年，陳馮富珍與巴西總統迪爾瑪·羅塞夫會面

於2009年發表的福布斯世界百名权威女性榜上，陳馮富珍排名第38位。
2012年5月23日，第65屆世界衞生大會通過對陳馮富珍的任命，成功連任世界衛生組織總幹事，其新任任期於同年7月1日起至2017年6月30日。
2017年6月30日，卸任世衛總幹事，由埃塞俄比亞的谭德塞接任。

### 清华大学万科公共卫生与健康学院
2020年4月2日，清华大学万科公共卫生与健康学院聘請陈冯富珍擔任该院首任院长。

## 爭議
1997年，香港一名3歲小童因為在一個販賣活雞的店舖門口空地玩耍，吸入帶有病毒的雞糞而死亡，成為全球首宗人類感染禽流感的病例。在市民恐慌之際，陳馮富珍為了安定人心而向公眾宣稱：「我日日都食雞，大家唔好驚。」（我每天都吃雞，大家不要害怕），但不久後H5N1禽流感在香港全面爆发，她因而被批评誤導公眾，更因而被大眾稱為「雞珍」。
2003年爆發嚴重急性呼吸系統綜合症（SARS）期间，由于評論認為香港政府未能夠及时采取有效措施防止疫症蔓延，並且因為中國大陸以「国家机密」为理由而拒絕發佈消息，有批評指陳在廣州發生疫情初期後知後覺，同時內部協調混亂，受到香港立法會的指责和公众的批评。
香港《明報》透露：在嚴重急性呼吸系統綜合症疫情期間，陳馮富珍拒絕到重災區淘大花園視察疫情，更不惜揚言辭職，導致控制疫情受到阻延。
在2014年伊波拉病毒於西非爆發後，世衞被批評無能和反應遲鈍。陳馮富珍本人亦於後來的演說中承認當時處理不善，需負上個人責任。
陳馮富珍在2016年世界衛生組織大會上聲稱世衛正面對資金短缺，然而在2017年5月她將卸任世衛總幹事之際，美联社卻报道世界卫生组织每年的旅行經費高達2億美元，但世衛在2016年用於控制愛滋病和肝炎的開支僅有7,100萬美元，瘧疾項目只有6,100萬美元，肺結核項目也只得5,900萬美元，顯示世衛在外遊花費的資金遠超其用於主要公共衞生項目。其中，2014年西非爆發伊波拉疫情期間，陳馮富珍外訪各國的開支的總額37萬美元。報道還稱，陳馮富珍出國搭頭等艙、飯店住總統套房。对此世界衛生組織回應稱陳馮富珍入住的酒店有時是由東道主國家支付。

## 家庭
陳馮富珍的丈夫陳志雄醫生，曾為香港眼科醫院行政總裁，育有一子陳浩淇，現為香港私人執業資深大律師，執業於天博大律師事務所，曾經取得香港大律師獎學金。

### 引用
1. 1 2  96年順德探親同鄉讚無架子 （页面存档备份，存于） 文匯報
2. ↑  . CBC. 2006-11-09  [2020-06-23]. （原始内容存档于2020-06-23）.
3. ↑  . The Globe and Mail Inc. 2020-06-12  [2020-06-23]. 原始内容存档于2020-06-23.
4. ↑  Ian Young. . SCMP. 2013-05-28  [2020-06-23]. （原始内容存档于2020-04-11）.
5. ↑  . 華僑日報. 1961-07-17: 14  [2024-11-24].
6. ↑  . 香港工商日報. 1961-07-29: 10  [2023-09-24].
7. ↑  . BBC. 2006-11-06  [2018-04-21]. （原始内容存档于2018-04-21）.
8. ↑  . 蘋果日報. 2006年11月9日 （中文（繁體））.[永久]
9. ↑  . 世界衛生組織.   [2018-04-21]. （原始内容存档于2018-04-21）.
10. ↑  Lo, CLifford. . South China Morning Post. 1994-06-03.
11. ↑  . 新华网. 2006-11-06  [2008-09-19]. （原始内容存档于2008-06-12） （中文）.
12. ↑  .   [2014-06-25]. （原始内容存档于2018-05-29） （中文）.
13. ↑  . 文匯報. 2006-11-16  [2020-06-23]. （原始内容存档于2010-04-04）.
14. ↑  沈旭暉，2008年，〈Borrowing the Hong Kong Identity for Chinese Diplomacy: Implications of Margaret Chan's World Health Organization Campaign〉，《太平洋事务（英语：Pacific Affairs）》2008年秋季號
15. ↑  . Now新聞. 2012年5月24日  [2012年5月24日]. （原始内容存档于2014年8月25日）.
16. ↑  .   [2020-04-04]. （原始内容存档于2020-04-06）.
17. ↑  . 蘋果日報. 2014年1月14日  [2017年2月1日]. （原始内容存档于2014年1月16日）.
18. ↑  . BBC中文網. 2004年7月5日  [2011年2月11日]. （原始内容存档于2012年9月28日） （中文（简体））.
19. ↑  . 香港電台. 2006年11月8日  [2006年11月8日]. （原始内容存档于2009年5月10日） （中文（繁體））.
20. ↑  崔少明. . 都市日報. 2007年8月1日: 第08版 （中文（繁體））.
21. ↑  . 台灣蘋果日報. 2014年10月19日  [2019年12月21日]. （原始内容存档于2018年2月9日）.
22. ↑  . 立場新聞. 2017年5月23日  [2020年3月1日]. （原始内容存档于2019年8月20日）.
23. 1 2  . 香港01. 2017-05-21  [2020-05-12]. （原始内容存档于2020-05-13）.
24. ↑  . 中央通訊社. 2017-05-22  [2020-05-12]. （原始内容存档于2020-05-13）.
25. ↑  . 星島日報. 2017年5月21日  [2020年5月24日]. （原始内容存档于2020年5月12日）.
26. ↑  . 東網. 2017年5月21日  [2017-05-23]. （原始内容存档于2017-05-21）.